# بناب
بُناب یکی از شهرهای  استان آذربایجان شرقی و مرکز اداری شهرستان بناب است و هفتمین شهر پرجمعیت این استان می باشد. 
شهر بناب در جنوب‌غربی استان آذربایجان شرقی در سه راه مواصلاتی آذربایجان شرقی - آذربایجان غربی و استان کردستان در ۳۷ درجه و ۲۰ دقیقه و ۳۰ ثانیه عرض شمالی و ۴۶ درجه و ۳ دقیقه و ۱۵ ثانیه طول شرقی‌ نسبت به نیمروز گرینویچ قرار دارد.
این شهر در کنار دریاچه ارومیه در دامنه های زیبای رشته کوههای سهند واقع شده است. شهر بناب به دلیل داشتن رودخانه های  متعدد و از طرفی محدود شدن قسمتی از شهرستان به ساحل دریاچه ارومیه و قسمت دیگر آن به کوهستان سهند، به عنوان جلگه ای حاصل‌خیز محسوب می شود، اما امروزه با احداث سدها در مناطق بالادست این قابلیت مهم از این منطقه سلب شده و رودخانه های دائمی این شهر به رودخانه ی فصلی بدل گشته است.این شهر در ۱۲۰ کیلومتری جنوب غربی تبریز واقع شده‌است. 
پیشینهٔ آثار تاریخی کشف‌ شده در ارتفاعات جنوبی گورستان‌های قره قشون به سده‌های هشتم و نهم هجری می‌رسد و نشانگر رونق و آبادانی بناب در عصر صفویان است. امروزه ساکنان شهر بناب پیرو دین اسلام و مذهب شیعهٔ دوازده‌امامی هستند.
بناب از یک بخش به نام مرکزی تشکیل و دارای ۳ دهستان می‌باشد، به‌طوری که دهستان بناجوی غربی به مرکزیت روستای خانه برق جدید، دهستان بناجوی شرقی به مرکزیت روستای چلقایی و دهستان بناجوی شمالی به مرکزیت روستای روشت بزرگ قرار دارند. بناب داری 29 روستا می باشد.

## پیشینه
آثار به دست آمده از حفاری‌های قره تپه گزاوشت و قیزلار قلعه سی (قلعه دختران) که یکی از نود و سه تپه باستانی می‌باشند و همچنین وجود سی و شش غار مربوط به یکدیگر (معماری صخره‌ای صور) که نشانگر زندگی‌های دسته جمعی در دوران ماقبل تاریخ است. همچنین کشف آثار قدیمی مانند ظروف سفالین، فلزی و نشانه‌های تمدن شهری تا عمق چند متری زمین، این سابقه طولانی هزاران ساله را تأیید می‌کند.شهر بناب توسط تپه‌های متعددی احاطه شده‌است. از جمله قره کولوک، تپه قبرستان قدیمی محله مهرآباد، تپه گزاوشت در محله گزوشت، تپه قره چپق و تپه‌های سپیگان، تپه آغاجاری، تپه بابالار، شیزگان تپه، همچنین تپه‌های باستانی که مساجد زرگران، مهرآباد و میدان بر روی این تپه‌ها قرار گرفته‌اند، از دوره اسلامی تا شش هزار سال پیش قدمت دارند.
دیاکونوف با استفاده از مندرجات الواح آشوری از وجود یک پادشاهی نیمه‌مستقل به نام اوئیش‌دیش یا «ویش‌دیش» در سدهٔ هشتم قبل از میلاد در حدود ناحیهٔ بناب کنونی و در جوار قلمرو دولت ماننا و تحت نفوذ آن خبر داده است.

## نام‌گذاری
در لغت‌نامهٔ دهخدا، فرهنگ فارسی معین، و فرهنگ عمید واژهٔ بناب به معنی «قعر آب» و «ته آب» آمده‌است؛ لغتنامهٔ دهخدا دو توضیح دارد که یکی می‌گوید آنجایی که جریان آب در آن به پایان رسد، و دیگری می‌گوید آغاز و منبع آب.

## آب و هوا
شهرستان بناب آب و هوای معتدلی دارد، و به دلیل وجود آب های زیر زمینی فراوان این نام بر روی بناب گذاشته شده است. در سال های اخیر به دلیل خشکی دریاچه ارومیه و همچنین سد سازی در شهرستان های اطراف مثل مراغه، عجب شیر و حتی مهاباد، شهر بناب دچار خشکسالی شده است. به همین دلیل باغات انگور در بناب با خطر جدی کم آبی روبرو هستند.
| آب و هوای بناب                         | آب و هوای بناب | آب و هوای بناب | آب و هوای بناب | آب و هوای بناب | آب و هوای بناب | آب و هوای بناب | آب و هوای بناب | آب و هوای بناب | آب و هوای بناب | آب و هوای بناب | آب و هوای بناب | آب و هوای بناب | آب و هوای بناب |
|                                        | ژانویه         | فوریه          | مارس           | آوریل          | مـــــه        | ژوئـن          | ژوئیـه         | اوت            | سپتامبر        | اکتبـر         | نوامبر         | دسامبر         | سـال           |
| -------------------------------------- | -------------- | -------------- | -------------- | -------------- | -------------- | -------------- | -------------- | -------------- | -------------- | -------------- | -------------- | -------------- | -------------- |
| گرم‌ترین C°                             | ۱۳٫۷           | ۱۵٫۶           | ۲۵٫۲           | ۳۰٫۲           | ۳۱٫۰           | ۳۶٫۶           | ۳۹٫۲           | ۴۰٫۰           | ۳۶٫۴           | ۳۰٫۶           | ۲۴٫۰           | ۱۹٫۸           | ۴۰٫۰           |
| میانگین گرم‌ترین‌ها C°                   | ۵٫۱            | ۷٫۴            | ۱۳٫۷           | ۱۸٫۷           | ۲۳٫۹           | ۳۰٫۰           | ۳۳٫۶           | ۳۳٫۹           | ۲۹٫۵           | ۲۲٫۸           | ۱۲٫۷           | ۷٫۱            | ۱۹٫۹           |
| میانگین سردترین‌ها C°                   | −۳٫۹           | −۳٫۲           | ۱٫۰            | ۶٫۳            | ۹٫۸            | ۱۴٫۳           | ۱۹٫۷           | ۱۹٫۱           | ۱۳٫۴           | ۷٫۸            | ۱٫۳            | −۲٫۳           | ۶٫۹            |
| سردترین C°                             | -۱۶٫۰          | -۱۶٫۸          | -۱۲٫۵          | -۵٫۶           | ۱٫۶            | ۶٫۴            | ۱۱٫۴           | ۱۰٫۰           | ۵٫۶            | -۳٫۲           | -۸٫۶           | -۱۳٫۴          | -۱۶٫۸          |
| بارش mm                                | ۳۰٫۵           | ۱۷٫۱           | ۲۹٫۵           | ۶۸٫۸           | ۲۵٫۹           | ۴٫۳            | ۵٫۱            | ۰٫۶            | ۰٫۸            | ۶٫۰            | ۳۵٫۹           | ۲۶٫۴           | ۲۵۰٫۹          |
| منبع: سازمان هواشناسی کشور (۱۹۹۹–۲۰۰۵) |                |                |                |                |                |                |                |                |                |                |                |                |                |

## بناب از دیدگاه صنعتی
بناب با توجه به موقعیت جغرافیایی و پتانسیل‌های گوناگونی که دارد، پیشرفت چشمگیری از لحاظ صنعت داشته. از جملهٔ عواملی که در این امر تأثیر داشته‌اند می‌توان به وجود نیروگاه حرارتی سهند با توان تولید بالای برق و شرکت مجتمع فولاد صنعت بناب و دارا بودن کارخانجات متعدد در رشته های مختلف در این شهر اشاره کرد. همچنین بناب به قطب جدید تولید فولاد و میلگرد در منطقه شمال غرب کشور تبدیل شده‌است.

### مجتمع فولاد صنعت بناب
مجتمع فولاد صنعت بناب یکی از بزرگترین تولیدکنندگان فولاد بخش خصوصی کشور در شهرک صنعتی بناب واقع شده‌است. این فولاد در حال حاضر بزرگترین تولید کننده ی شمال غرب کشور محسوب میشود این مجتمع باعث ایجاد اشتغال برای بیش از ۱۰۰۰ نفر به‌طور مستقیم و برای چندهزار نفر دیگر به‌طور غیرمستقیم شده‌است. این درحالی است که پروژه‌های جدید این مجتمع نوید اشتغالزایی بیشتر در آینده را می‌دهد. محصولات این مجتمع که شامل انواع مقاطع فولادی می‌باشد در بازار داخلی و همچنین بازارهای خارجی ارائه می‌شود.

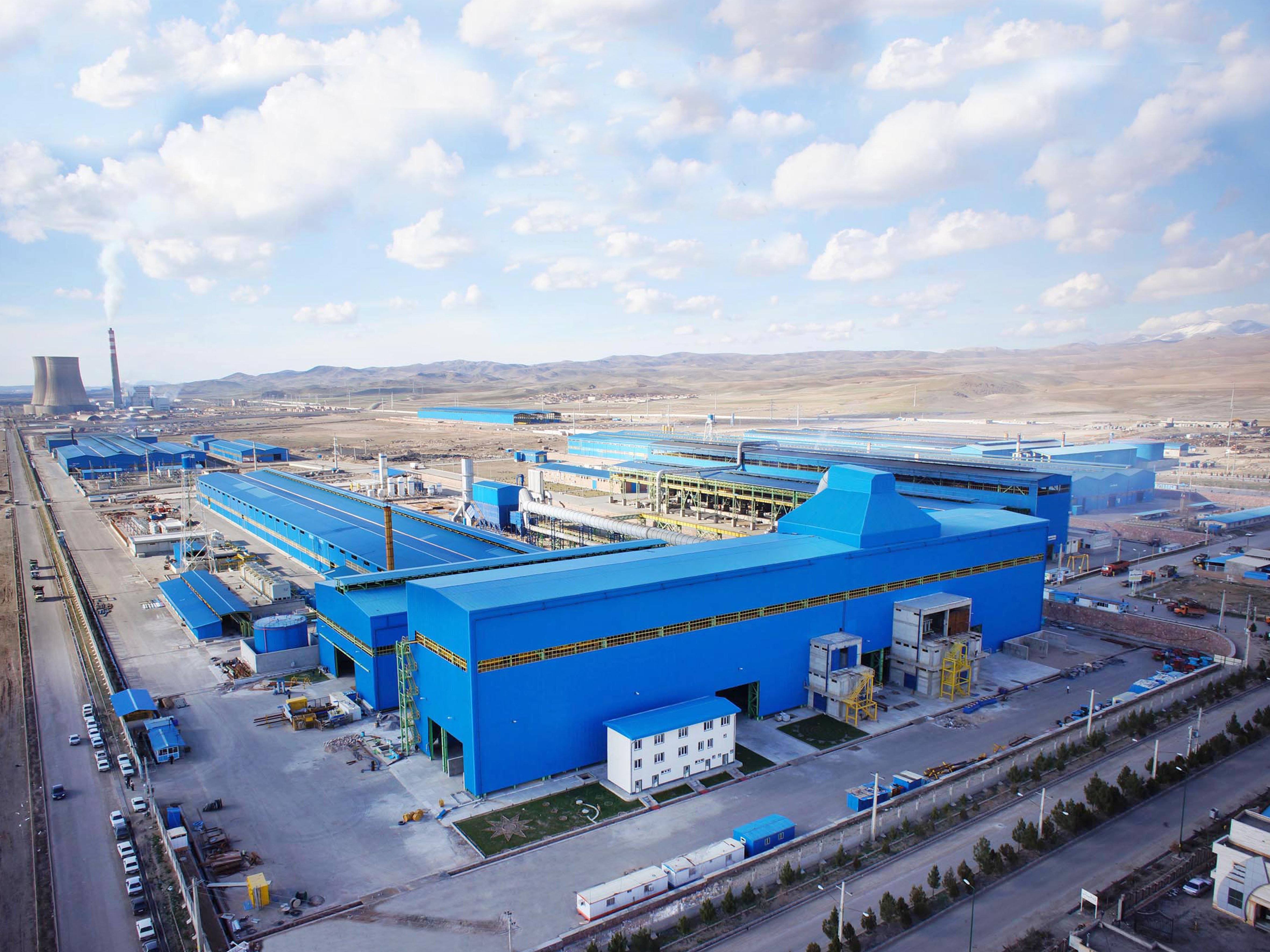
مجتمع فولاد صنعت بناب تولیدکننده انواع مقاطع فولادی

هلدینگ مجتمع فولاد صنعت بناب از چندین شرکت بزرگ فولادی در دو زیرمجموعه اصلی کارخانجات ذوب و نورد با هدف تولید انواع محصولات فولادی تشکیل شده‌است. این مجتمع با داشتن امکانات زیربنایی ایده‌آل اعم از دسترسی آسان به جاده اصلی، خط راه‌آهن، نیروگاه برق و خطوط اصلی انتقال گاز و آب، فعالیت خود را از اواخر سال ۱۳۸۳ در زمینی به مساحت ۱۴۰ هکتار آغاز نمود
اطلاعات بیشتر در مورد شرکت فولاد صنعت بناب را در سایت این شرکت مشاهده نمایید.

## گردشگری
بناب برخلاف اکثر نقاط استان آذربایجان شرقی در دشت حاصلخیز بناب قرار داشته و دارای آب و هوای معتدلی می‌باشد. از جاذبه‌های گردشگری بناب می‌توان به موارد زیر اشاره کرد:
- موزه صفوی
- موزه مردم‌شناسی
- منطقه گردشگری دوش
- منطقه گردشگری قره قشون
- تالاب قره قشلاق
- معماری صخره‌ای صور بناب (شهر زیر زمینی صور)
- کبوتر خانه امیرفرهنگی
- پارک فدک
- پارک ملت
- خانه تاریخی سیف العلما

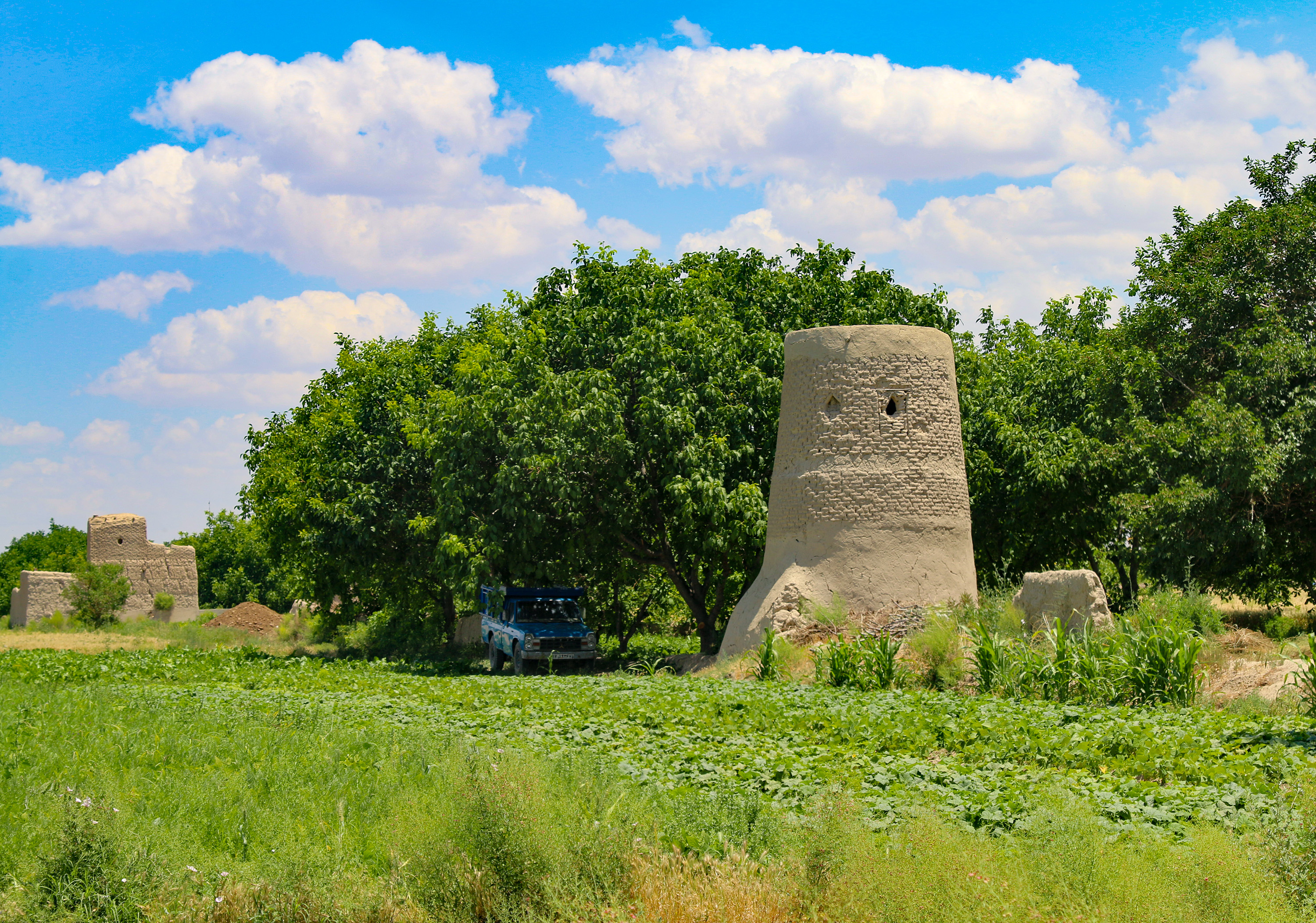
کبوتر خانه امیر فرهنگی
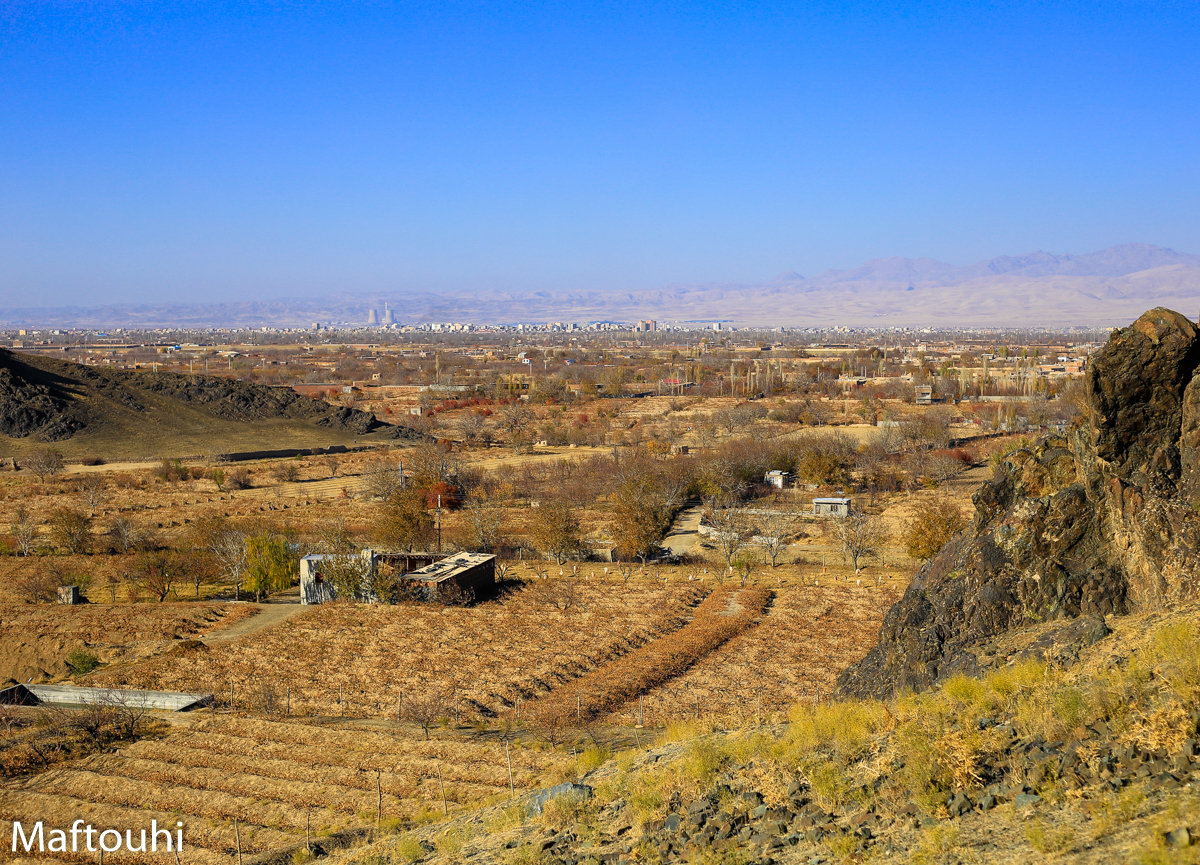
قره قشون

## مراکز علمی و دانشگاهی و حوزوی
- دانشگاه بناب
- دانشگاه آزاد اسلامی واحد بناب
- دانشگاه پیام نور مرکز بناب
- دانشگاه علمی کاربردی مرکز بناب
- مجتمع آموزش عالی وزارت نیرو مرکز شهرستان بناب
- حوزه علمیه ولیعصر بناب
- مجتمع آموزش فنی حرفه‌ای
- دانشکده علمی کاربردی شهرداری بناب
- مجتمع تحقیقاتی انرژی اتمی شهرستان بناب

## آثار تاریخی
بناب دارای ۲۵ اثر تاریخی ثبت‌شده در فهرست آثار ملی ایران است که از این میان، ۸ اثر مورد حفاظت قرار گرفته‌است. از مهم‌ترین آثار تاریخی این شهر می‌توان به مسجد مهرآباد، حمام مهرآباد و مسجد میدان (گزاوش)، مسجد اسماعیل بیگ، حمام حاج فتح‌الله، اشاره کرد. برخی از آثار تاریخی بناب عبارتند از:

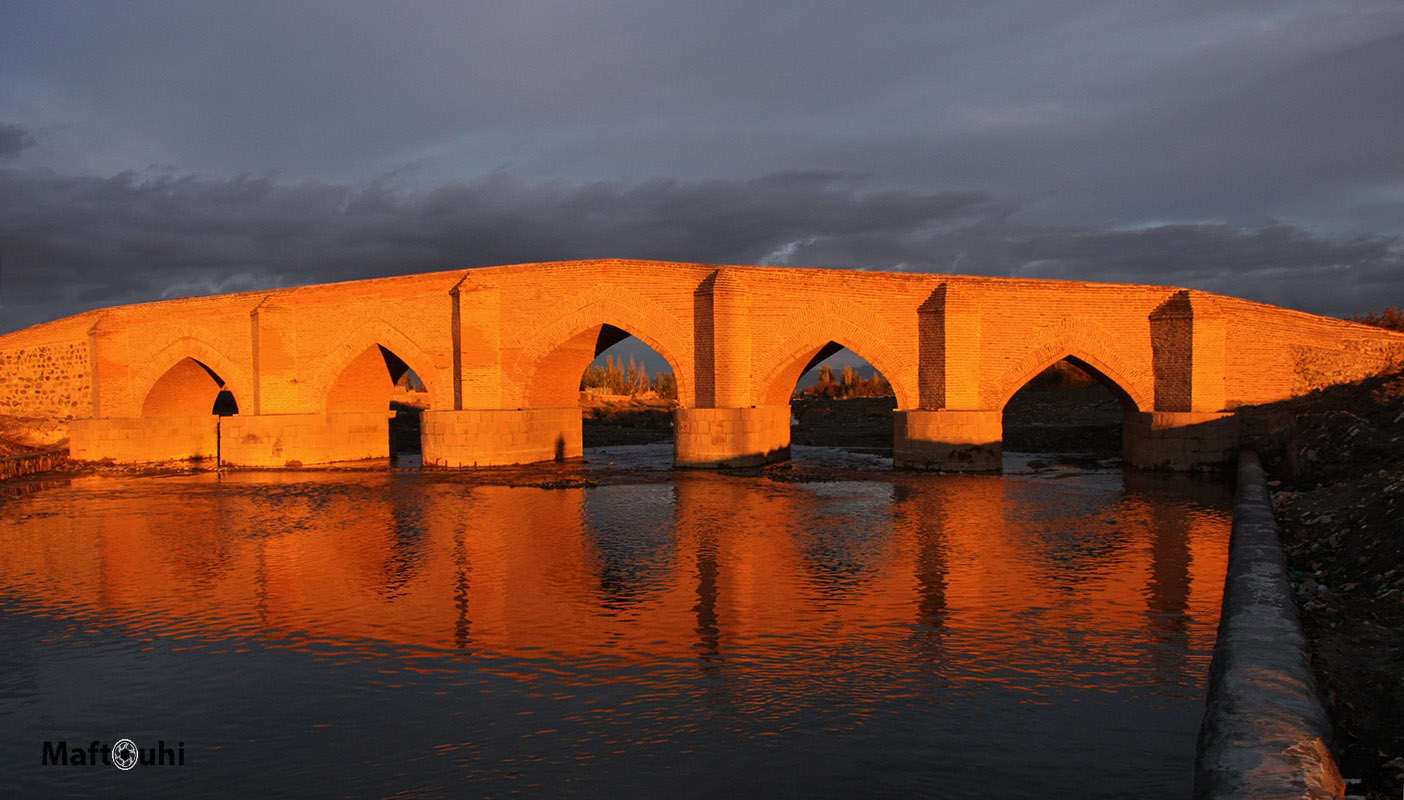
پل پنج چشمه بناب
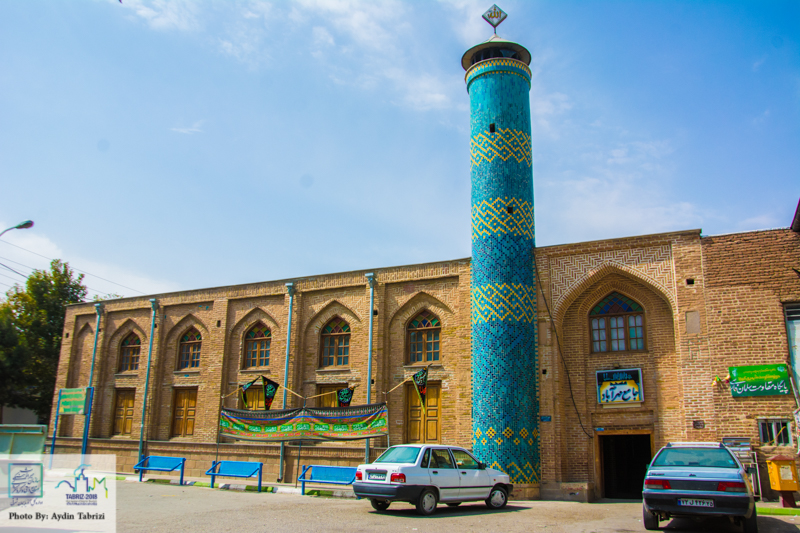
مسجد جامع مهر آباد
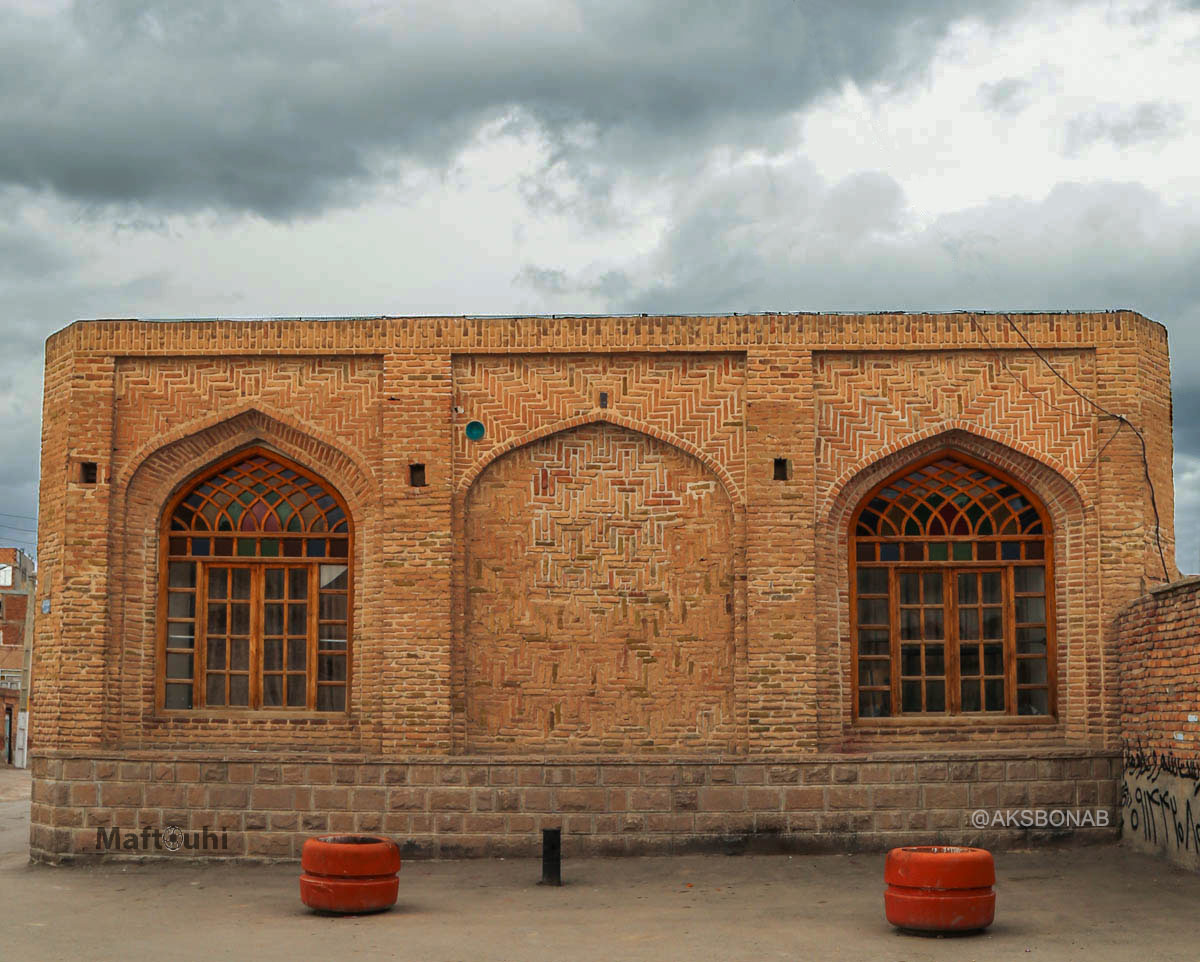
مسجد کبود بناب

## بناب از دیدگاه ورزشی
از جملهٔ پتانسیل‌های ورزشی می‌توان به دارا بودن انواع زمین و پیست‌های ورزشی اشاره کرد، مانند سالن ورزشی سرپوشیدهٔ به منظور برگزاری مسابقات والیبال، فوتسال، بسکتبال و… می‌باشد، یا مانند زمین برگزاری مسابقات والیبال ساحلی یا مانند پیست برگزاری مسابقات موتور سواری و سوارکاری.
از جمله مسابقات ورزشی انجام شده در این شهرستان:
- مسابقات والیبال ساحلی قهرمانی کشور
- مسابقات فوتبال قهرمانی نوجوانان کشور
- مسابقات پینگ پنگ کشوری
- مسابقات موتور کراس در پیست موتور سواری بناب
- مسابقه کاراته سبک شوتوکان ادونس با حضور استاد نکوفر
- مسابقات کشتی قهرمانی کشوری در رده نوجوانان و نونهالان
- همایش بزرگ دوچرخه سواری
- شهر کانگ فو توآ
- مسابقات دوچرخه سواری
- مسابقات هنرهای رزمی مانند تکواندو

## همایش دوچرخه سواری
همایش بزرگ دوچرخه سواری در سال ۱۳۷۷ شمسی، توسط محمد میرزادوست، رئیس وقت اداره تربیت بدنی بناب و فرماندار پیشین بناب، بنیانگذاری شده‌است.
و این همایش هرساله با حضور بیش از۳۰۰۰۰دوچرخه سوار در شهرستان بناب برگزار می‌شود. به‌طوریکه از گذشته‌های دور تا به حال شهر بناب به نام شهر دوچرخه ایران معروف است
ودر پایان، جوایزی با قرعه کشی به شرکت کنندگان اهدا می‌گردد.
در این شهرستان، در هر خانه، حداقل یک دوچرخه وجود داشته و اغلب مردم با دوچرخه به محل کار خود می‌روند.

## سوغات
از جملهٔ صنایع دستی بناب می‌توان به طراحی قالی، قالی‌بافی، قلم‌زنی روی مس،منبت‌کاری، حلوای بناب و نقل  اشاره کرد.  بناب دارای دو برند غذا به همین نام است. کباب سنتی بناب شهرت جهانی یافته‌است و خورش بناب نیز بسیار لذیذ است. کباب بناب اکنون در آستانه ثبت جهانی شدن است که یکی از غذاهای ایرانی اصیلی است که شهرت آن تا دورترین نقاط کشور رسیده‌ است. هم‌چنین انگور،خیار و پیاز از مهم‌ترین محصولات کشاورزی این شهر به‌شمار می‌روند. از سوغات بناب می‌توان به دوشاب نیز اشاره کرد. ==

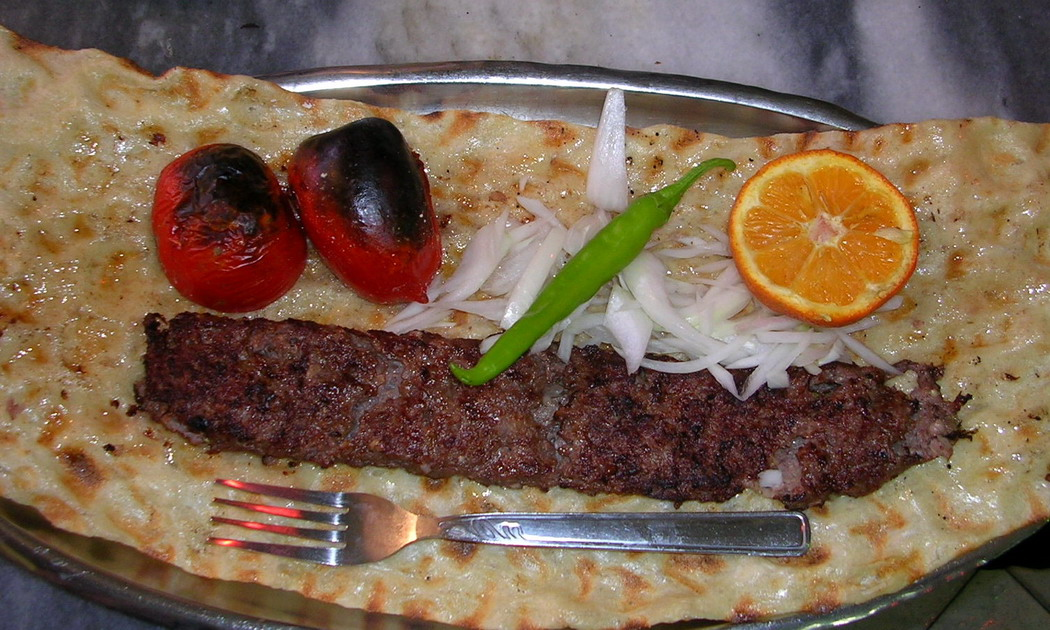
کباب بناب
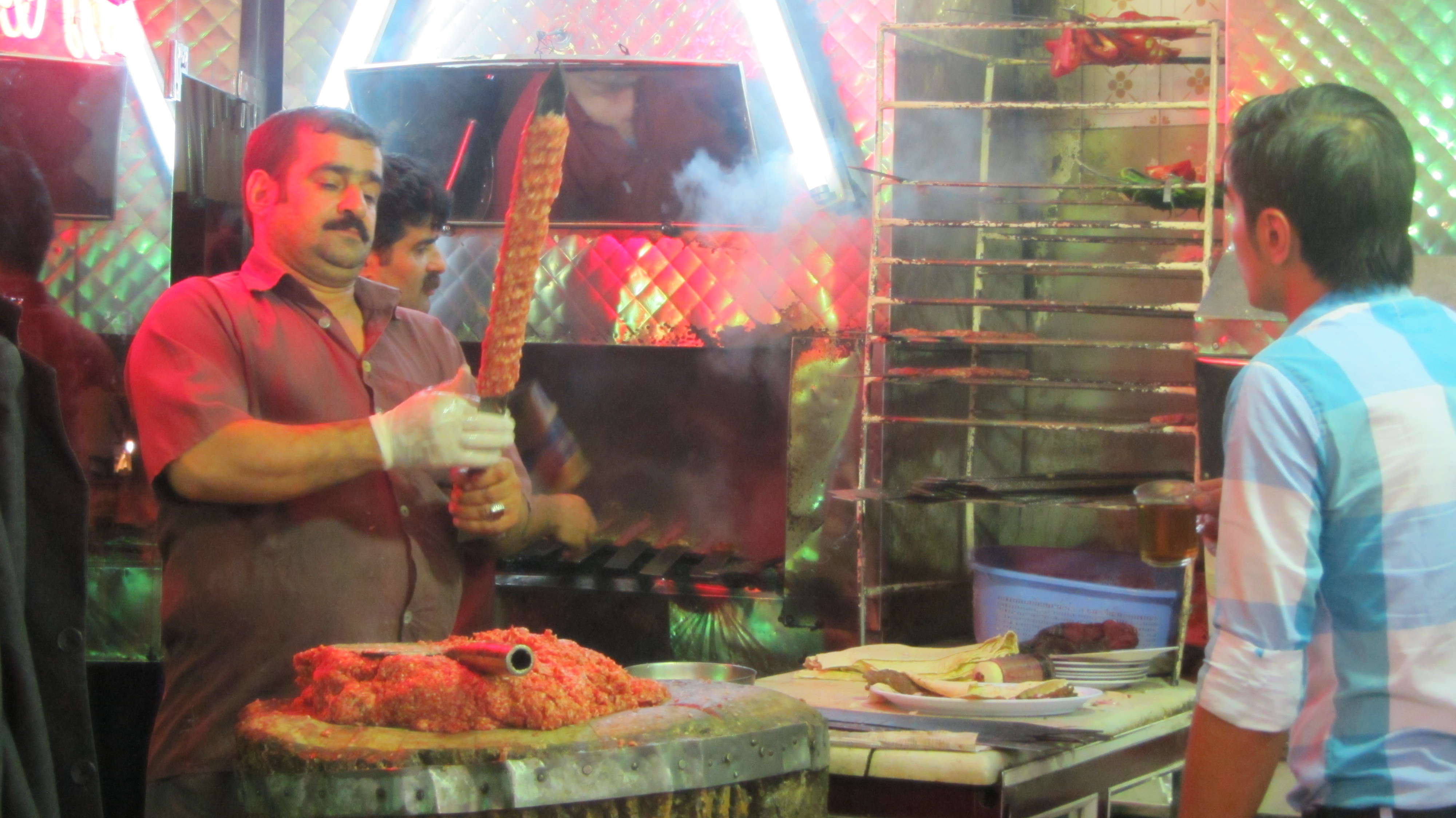
کباب بناب
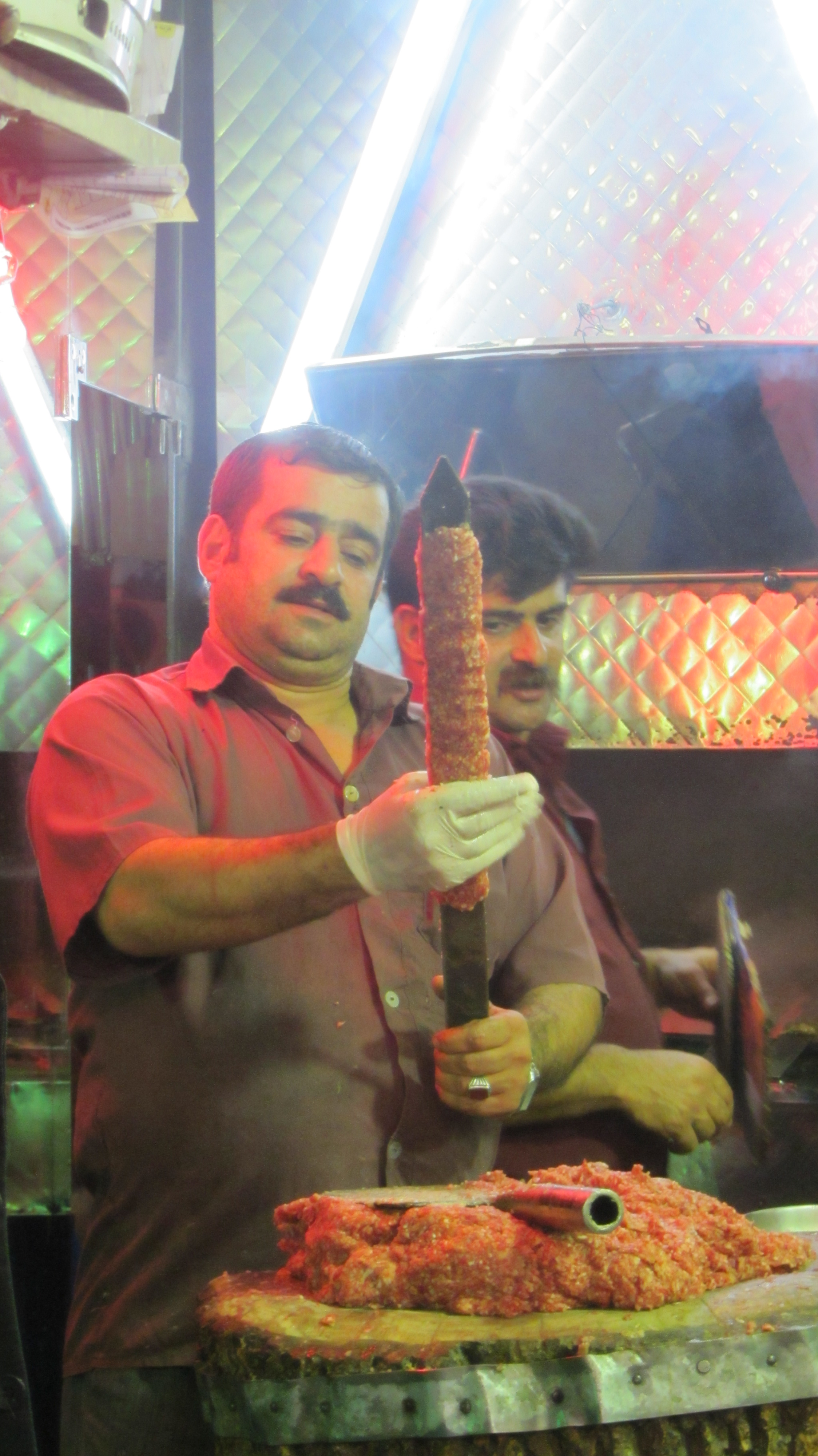
کباب بناب
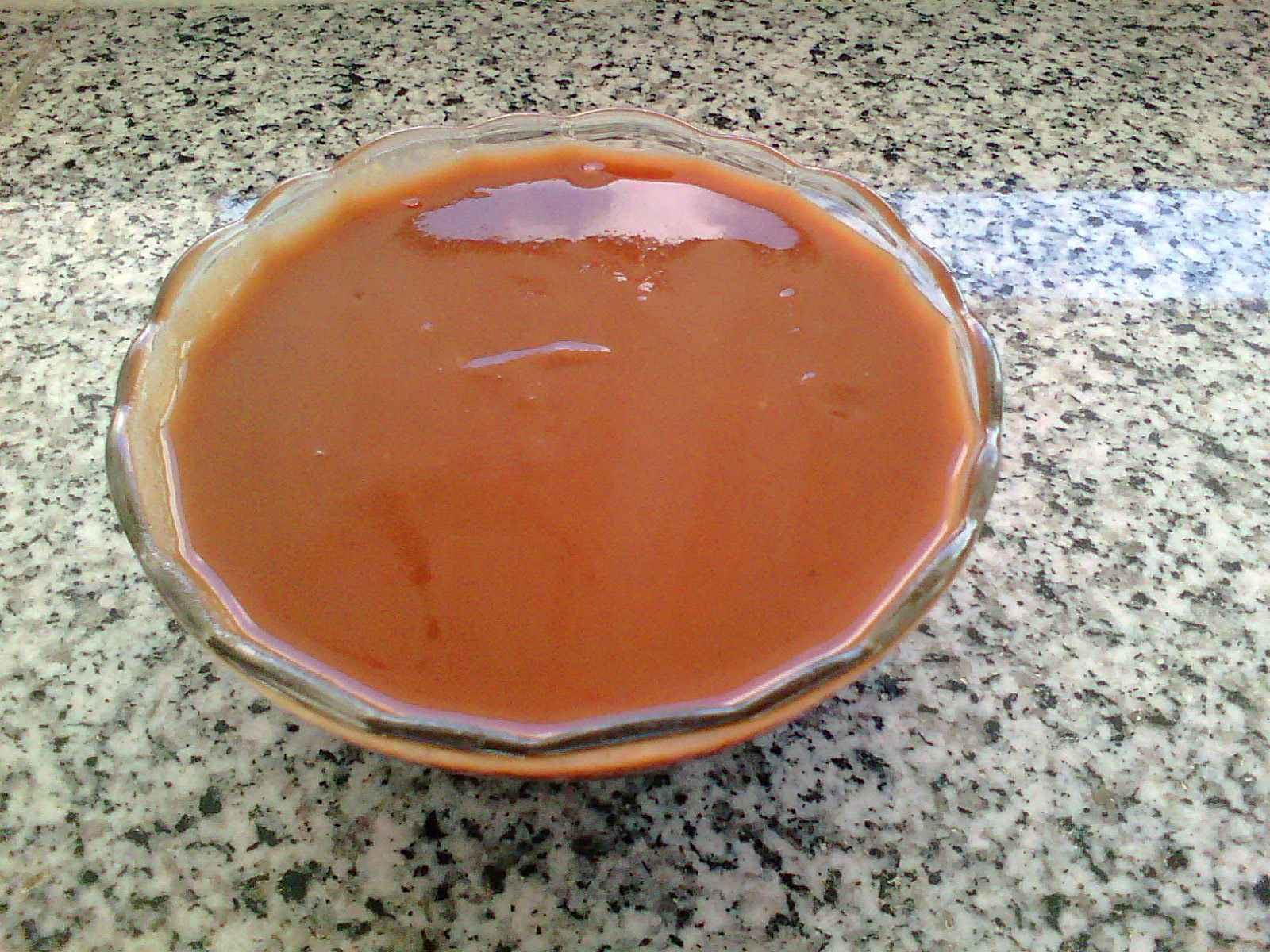
سمنو

## کباب ساطوری بناب
کباب بناب قدمتی ۱۰۰ ساله دارد و برای اولین بار شخصی به نام صمد آشپزباشی که آن موقع در راسته بازار شهرستان بناب مغازه داشته است؛ این نوع کباب‌ها را طبخ می‌کرده‌است.
یکی از مهمترین ویژگی‌های این کباب ساطوری بودن آن است. اما ظاهراً مدل ساطوری در گذشته استفاده می‌شده‌است؛ اینک بنا به برخی دلایل این مقوله کمرنگ و حتی منسوخ شده‌است.
همانگونه که اشاره شد؛ بنیانگذار این نوع کباب شخصی به نام صمد آشپزباشی که حدود ۱۰۰ سال پیش در راسته بازار(به ترکی آذربایجانی: اوزون بازار؛ به معنای بازار طولانی) تیمچه دوم دکان داشته، و معروفیت کباب بناب از مغازه ایشان شروع شده‌است.
در آن زمان اشخاص دیگری چون حمید کرمی، علیرضا وقاری، بلال اسداللهی و حمید کدخدا و … به آن سبک کباب می‌پختند، که اینک هیچ‌کدام در قید حیات نیستند.